# Tshering Wangdu
Tshering Wangdu (tibétain : ཙེ་རིང་དབང་འདུས, Wylie : tse ring dbang 'dus) né en 1970 à Kalimpong en Inde, est un danseur, chanteur, musicien et compositeur tibétain.

## Biographie
Tshering Wangdu est né en 1970 à Kalimpong en Inde, où ses parents, qui ont quitté leur village d'Amdo du nord-est du Tibet quand la Chine a envahi le Tibet, se sont réfugiés.
Tshering suit une scolarité à l’Indo-Tibetan Buddhist Cultural Institute, une école tibétaine en Inde, fondée au début des années 1950 par Dhardo Rinpoché. La formation artistique de Tshering débute dès l’âge de 5 ans, ses professeurs, lui transmirent des mélodies et danses du Tibet. Il rejoint la troupe de l'école et participe à des spectacles locaux. Il devint professeur à son tour, et enseigne dans son école d’origine le chant et la musique.
En 1994, Tshering et d'autres anciens élèves fondent la troupe de Gangjong Doeghar, la Troupe du Pays des Neiges composée d'une vingtaine de jeunes gens qui se produisent en Inde et au Népal. Remarqué par un mécène britannique, à partir de 1995, la troupe effectue des tournées européennes en Grande-Bretagne, en Irlande, aux Pays-Bas et en France. Tshering Wangdu y exerce ses talents de musicien, chanteur et danseur. Il maîtrise dès lors la plupart des instruments tibétains traditionnels : le luth, le tympanon, la flûte, la trompe, le tambour et les cymbales.
En février 2000, Tshering Wangdu s'installe en France et entame une carrière en solo. Il y donne des spectacles de chant, musique et danse, en solo ou avec un groupe qu'il a formé. Il donne des spectacles avec la conteuse Emma Bornibus, sur des contes de la tradition tibétaine, des animations pour des établissements scolaires et culturels, et des animations avec la danse du yak et du lion des neiges.
Il participe au Festival culturel du Tibet et des peuples de l'Himalaya, notamment en 2004 et en 2007,
En 2010, Tshering Wangdu donna un concert lors du Festival Paix et Lumière pour soutenir la construction du Temple pour la Paix qui a pour objectif majeur de promouvoir la paix dans le monde.
Tshering Wangdu est à l’origine du portail Tibétains de France.
En 2011, Yasmine Chouaki lui consacre une émission.

## Discographie

### Albums
- 2003 : Mélodies tibétaines, autoproduit
- 2003 : Tashi l'enfant du Toit du monde, Coup de cœur 2003 de l'Académie Charles-Cros dans la catégorie "Disques pour enfants".

### Participation
- 2001 : Together avec le groupe français Iretale (duo Veronica and François Terrier)
- 2003 : Tibet, rondes, comptines et berceuses de Tenzin Gönpo / ARB - Terres d'Enfance